# ゲット・イン・タッチ・ウィズ・ユアセルフ
『ゲット・イン・タッチ・ウィズ・ユアセルフ』 (Get in Touch with Yourself)は英国のポップ・グループ、スウィング・アウト・シスターによる3枚目のスタジオ・アルバム。
フォンタナ・レコードからポール・オダフィのプロデュースによって発売した。

## ラインナップと音楽性
本作のレコーディングではボーカルのコリーン・ドリュリー、キーボードのアンディ・コーネルのオリジナル・メンバーが主に曲作りを担当し、プロデューサーのポール・オダフィが音楽的なアレンジメントを担った。本作は1989年の『カレイドスコープ・ワールド』のレコーディング中にバンドを去ったマーティン・ジャクソンが参加しない初めてのスタジオ・アルバムであった。マーティンに代わってルイス・ジャーディムがアルバムの多くの曲でパーカッションを担当しており、ホーンやオーケストラも盛り込まれている。
本作には色々なポップ・ミュージックの要素が合わさっていて、ラウンジ・ミュージックのような昔ながらのスタイルも入っている。その他にもスムーズジャズやソウルミュージック、ダンス・ミュージックといったジャンルも含まれている。ボーカルのドリュリーは「私の頭は昔に置いてきぼりになっているから多くの現代音楽について意見を構築するのは難しい。私の好きなレコードというのはウールウォースの安売りの棚で選んできたようなもの。10年の時を経て私たちのレコードがウールウォースのバーゲンの中にあれば私は嬉しく思う」と語っていて、彼女はレトロなサウンドに趣を置いている。

## チャート
全英で本作は1992年6月に発売され、全英アルバムチャートで最高位27位を記録。全米では同年9月まで発売が遅れ、Billboard 200のアルバム・チャートで113位を記録。
本作からのファースト・シングルとして1960年代に発表された曲のカバー「アム・アイ・ザ・セイム・ガール」が選ばれた、この曲はアメリカのソウル・シンガー、バーバラ・アクリンが初めてレコーディングし、後にイギリスの歌手ダスティ・スプリングフィールドもカバーした。スウィング・アウト・シスターのヴァージョンは全英シングルチャートで21位になり、全米のBillboard Hot 100でも45位を記録した。加えて全米のアダルト・コンテンポラリー・チャートでは1987年の「ブレイクアウト」に続く2曲目のチャート首位獲得曲になった 。シングルは特にバンドの人気が高い日本でもヒットした。
「セイム・ガール」に続くシングルとして「ノット・ゴナ・チェンジ」が発売され、全英では49位 、全米アダルト・コンテンポラリー・チャートでは22位を記録した。この曲をフランキー・ナックルズがリミックスしたダンス・ミックスは1992年夏に全米のホット・ダンス・クラブ・プレイ・チャートで第21位を記録した。

## レビュー
| 専門評論家によるレビュー | 専門評論家によるレビュー |
| レビュー・スコア         | レビュー・スコア         |
| 出典                     | 評価                     |
| ------------------------ | ------------------------ |
| AllMusic                 | [ 10 ]                   |

スピンは1992年6月にアルバムをおすすめし、「ドリュリーはノウハウにおける彼女のエリアの中で活気にあふれ、はつらつと、快適そうだ。スウィング・アウト・シスターはいつだって甘くて愚かなままでいる」と言った。リフレックス誌は「スウィング・アウト・シスターはコスモ・ジャジー・ポップのトップの近くに位置している、彼らは彼らの選んだフィールドでとても見事」だと反応した。

## 収録曲
CD & カセット
1. "Get in Touch with Yourself" - 5:08  (Andy Connell, Corinne Drewery, Paul Staveley O'Duffy)
2. "Am I the Same Girl?" - 4:07  (Eugene Record, Sonny Sanders)
3. "Incomplete Without You" - 4:42  (Connell, Drewery)
4. "Everyday Crime" - 5:03  (Connell, Drewery, O'Duffy)
5. "Circulate" - 4:58  (Connell, Drewery, O'Duffy)
6. "Who Let the Love Out?" - 4:40  (Connell, Drewery)
7. "Understand" - 5:16  (Connell, Drewery)
8. "Notgonnachange" - 4:56  (Connell, Drewery)
9. "Don't Say the Word" - 4:06  (Connell, Drewery)
10. "Love Child" - 4:57  (Connell, Drewery)
11. "I Can Hear You but I Can't See You" - 4:04  (Connell, Drewery)
12. "Everyday Crime" (Instrumental) - 5:02  (Connell, Drewery, O'Duffy)

全米発売盤の収録曲
1. "Get in Touch with Yourself" - 5:08  (Andy Connell, Corinne Drewery, Paul Staveley O'Duffy)
2. "Notgonnachange" - 4:56  (Connell, Drewery)
3. "Am I the Same Girl?" - 4:07  (Eugene Record, Sonny Sanders)
4. "Everyday Crime" - 5:03  (Connell, Drewery, O'Duffy)
5. "Who Let the Love Out?" - 4:40  (Connell, Drewery)
6. "I Can Hear You but I Can't See You" (Instrumental) - 4:04  (Connell, Drewery)
7. "Understand" - 5:16  (Connell, Drewery)
8. "Circulate" - 4:58  (Connell, Drewery, O'Duffy)
9. "Love Child" - 4:57  (Connell, Drewery)
10. "Incomplete Without You" - 4:42  (Connell, Drewery)
11. "Don't Say the Word" - 4:06  (Connell, Drewery)
12. "Everyday Crime" (Instrumental) - 5:02  (Connell, Drewery, O'Duffy)

## 参加者
スウィング・アウト・シスター
- コリーン・ドリュリー – リード・ヴォーカル (1-5, 7-10)、アレンジ
- アンディ・コーネル – キーボード、アレンジ、シャウト (7)

ミュージシャン
- Paul Staveley O'Duffy – musical arrangements (1-10, 12)
- Simon Duffy – computer and rhythm programming
- Max Hochrad – additional programming (7)
- Tim Cansfield – guitars
- Derrick Johnson – vocal asides (2), bass guitar (4, 6), vocal shouts (7), ワウペダル (11), percussion (11)
- Luís Jardim – percussion
- Chris Manis – percussion (11)
- Nigel Hitchcock – sax solo (1)
- Gary Barnacle – saxophones (2, 4, 6), フルート (2, 4, 6)
- Snake Davis – saxophones (2, 4, 6), flute (2, 4, 6), flute solo, horn arrangements (2, 4, 6)
- Vince Sullivan – trombone (2, 4, 6)
- Noel Langley – trumpet (2, 4, 6), flugelhorn (2, 4, 6)
- John Thirkell – trumpet (2, 4, 6), flugelhorn (2, 4, 6), trumpet solo (7)
- Will Malone – orchestra arrangements and conductor (4, 8)
- [[]en:Gavyn Wright|Gavyn Wright]] – orchestra leader (4, 8)
- Erica Harrold – backing vocals (1-5, 7-10)
- Beverly Skeete – backing vocals (1-5, 7-10)
- Myke Wilson – vocal asides (2), vocal shouts (7)
- Gordon Ellington – vocal shouts (7)
- Rodney Masen – vocal shouts (7)

## プロダクション
- Paul Staveley O'Duffy – producer (1-10, 12), mixing (1-10, 12)
- Stuart James – producer (11)
- Swing Out Sister – producer (11)
- Lee Curle – recording engineer
- Heidi Cannavo – assistant engineer
- Ronan Jal – assistant engineer
- Richard Lowe – assistant engineer
- Rick Simpson – assistant engineer
- Ren Swan – mixing (11)
- Laurence Dunmore – art direction, design
- Enrique Badulescu – photography
- Morrison O'Donnell Limited – management

スタジオ
- Recorded at Swanyard Studios, Mayfair Studios and The Hit Factory (London, UK); Suite 16 Studios (Rochdale, UK).
- Mixed at Sarm West Studios (London, UK) and Suite 16 Studios.

## チャート
| チャート (1992)       | 最高順位 |
| --------------------- | -------- |
| オーストラリア (ARIA) | 141      |
| オランダ (MegaCharts) | 35       |
| UK アルバムズ (OCC)   | 27       |
| US Billboard 200      | 113      |